# Baby Pignatari
Francisco "Baby" Matarazzo Pignatari (Nápoles, 11 de fevereiro de 1917 - São Paulo, 27 de outubro de 1977) foi um playboy e empresário ítalo-brasileiro.

## Histórico familiar e pessoal
Nascido com o nome de Francesco Matarazzo Pignatari, ficou conhecido como Baby Pignatari, sendo um personagem singular na vida econômica e cultural do Brasil do século XX. Começou trabalhando na Laminação Nacional de Metais (aos 17 anos), que herdou de seu pai (aos 20 anos), e funda, posteriormente mais outras dez empresas diversas.
É neto do conde Francesco Matarazzo e de Filomena Sansivieri, imigrantes italianos que foram os fundadores das I.R.F.M. (Indústrias Reunidas Fábricas Matarazzo), um dos maiores conglomerados da história brasileira, com 365 indústrias dos mais diversos segmentos.

## História
Era filho dos italianos Lydia Matarazzo (* 11 de novembro 1892  + 21 de setembro de 1946), condessa de Matarazzo, e Giulio Pignatari (* 1854 + 1937), médico, de família nobre Genovesa. Era irmão de Olga Matarazzo Pignatari (*26 abril de 1915 + 1945).
Em 11 de fevereiro de 1917 nasce Baby Pignatari, em Nápoles, Itália.
Empreendedor nato, tinha  minas de cobre: a Companhia Brasileira do Cobre — CBC (nas Minas do Camaquã, 3.º Distrito de Caçapava do Sul/RS), fundada por Francisco "Baby" Matarazzo Pignatari, em sociedade com o governo do RS e acionistas minoritários, em 2 de setembro de 1942, e autorizada a minerar em 22 de outubro de 1942. Na década de 50, adquiriu as ações do estado e dos acionistas minoritários, assumindo o comando da empresa. E, como Diretor-Presidente na década de 60 (1966-1974). 
Depois de sua morte, ainda existe um povoado por ele construído, com várias Vilas. Ainda vivem antigos funcionários à época de baby, que o conheceram e sentem saudades do grande Empresário-Patrão.
Onde existia Minas a Céu Aberto e Subterrânea, hoje há um local turístico de belezas exuberantes e naturais.
Sua casa construída em 1968, residência oficial da presidência, permanece intacta com seus móveis e era zelada até os dias de hoje pela antiga governanta, Sra. Alvina de Freitas Alves - "Helena", nascida em 5 de maio de 1938 e falecida em 17 de setembro de 2015, começou trabalhando na casa da diretoria, desde os 13 anos (em 1951), e zelava a casa do patrão velho (como expressava, quando falava em Baby).
A antiga residência, parte de alvenaria e outra de madeira, hoje pertencente a um Grupo de Acionistas majoritários.
Nas Minas do Camaquã, construiu uma cidade, para atender seus funcionários. Diversas Vilas foram construídas. Onde existia Hospital, com Gabinetes Médicos e Odontológicos, Cine Rodeio (cinema), Rodoviária, Clubes de Lazer, Campo de Aviação, Cruz luminosa - 1968 (depois de quase 47 anos, caiu num vendaval em 2015, tinha 17 mts de altura. Moradores da localidade, mobilizados para reconstrução da cruz, que já está montada no seu topo, e a inauguração prevista para 31 de agosto próximo), Estrela cadente. Minas do Camaquã, uma verdadeira estrutura com Vilas, onde viveram cerca de 5 mil habitantes, no auge da mineração. Hoje ainda vivem antigos funcionários da CBC, à época de Baby. Alguns se aposentaram e, como: Evaldo Martins de Macedo — "o homem bomba", (antigo mineiro que carregava explosivos a tiracolo, nas galerias subterrâneas, viveu até final da vida, falecendo em novembro de 2017), entre tantos outros. Também muitos descendentes de ex-mineiros que por lá ainda vivem. O Vilarejo continua intacto, com pequenas mudanças na infra-estrutura. Nas Minas do Camaquã, foi administrada por Rui Ferreira, responsável pela efetivação das vendas das casas e terrenos (vendas dos imóveis à terceiros), com a urbanização das vilas remanescentes da antiga mineração.
Tinha ainda uma fábrica de aviões de aeroclube (os Paulistinhas), ainda hoje bastante conhecidos. Quando Assis Chateaubriand lançou a campanha nacional para a criação de aeroclubes, impulsionou extraordinariamente a produção dos Paulistinhas. Em troca, Baby o presenteou com um Rolls Royce.
Tinha, também, fábrica de purpurina, botões, alumínio, entre outras, chegando a possuir 11 indústrias diversas.
Em fins dos anos 40 construiu uma mansão, onde hoje em dia é o parque Burle Marx, adquirido pela Bunge & Born. Era uma chácara em plena São Paulo, de 138 mil metros quadrados, com os jardins desenhados por Roberto Burle Marx e casa projetada por Oscar Niemeyer.
Após namorar várias as atrizes de Hollywood, nos anos 60 apaixonou-se pela princesa Ira von Furstenberg, cunhada de Egon von Fürstenberg marido de Diane von Furstenberg, descendente da Casa de Zähringen e ex-amante do príncipe Rainier III de Mônaco, ela era 24 anos mais nova que ele. Sequestrou a princesa de seu marido e a trouxe para o país. Ira era também descendente do bispo de Strassburgo, que provocou uma guerra entre a França e os principados alemães. Era relações-públicas do figurinista Valentino e herdeira da Fiat.
A princesa havia se casado com 15 anos e as bodas duraram 16 dias. Cinco anos depois, no esplendor dos 20 anos, largou tudo e fugiu com Baby. Casaram-se em 1961, separaram-se em 1964, mas a paixão persistiu por muitos e muitos anos, gerando um número infindável de reportagens e sequestros apaixonados.
Aqueles que acompanhavam Baby Pignatari em suas viagens e aventuras pelo mundo, imaginavam que, após a sua famosa aventura com a princesa Ira, tão cedo não voltaria a ser notícia de repercussão internacional. Realmente, após o rompimento com Ira, o grande rival de Porfírio Rubirosa e Ali Khan retornou ao velho ritmo de trabalho, à frente de suas numerosas indústrias. Esse seu retorno não seria interrompido, nem mesmo pelo rumoroso processo movido pela princesa, reclamando pensões atrasadas. Mergulhado na liderança do seu grupo e responsabilizando-se pelo trabalho de milhares de homens em todo o Brasil, Francisco Pignatari dava seus passos com firmeza, rumo a uma nova vida. Por isso ninguém esperava que Baby, o famoso ex-playboy, agora com 54 anos (em 1971), pudesse retornar ao cenário público com a mesma intensidade dos tempos das aventuras e das noites europeias.
Ele ressurge como notícia, surpreendendo a opinião pública, com a doação, ao governo federal, de parte substancial das ações de suas empresas, entusiasmado com as perspectivas de tornar o Brasil auto-suficiente na produção de cobre, o ex-playboy mostra-se um nacionalista convicto. Em 1973 entrega o que sobrara de seu patrimonio, à Companhia Brasileira do Cobre - CBC, em Caçapava do Sul - RS, e Caraíba Metais, em Jaguarari - BA, ao governo federal, como quitação de dívidas contraídas em empréstimos bancários, avaliados em torno de U$ 50.000.000,00 (cinquenta milhões de dólares).
No final da vida, Baby cismou em explorar uma mina de cobre na Bahia, a Caraíba Metais. Durante alguns anos, já no final do empreendimento, seu principal executivo foi Justo Pinheiro da Fonseca, pai dos Gianetti da Fonseca. Enterrou-se ali, nas enormes dificuldades de exploração da mina.
Casou-se novamente, faleceu pouco depois e a aventura prosseguiu após morto. Tinha um filho dependente de drogas. Advogados espertos conseguiram desinterditar o rapaz. Ganhou um preceptor e, em pouco tempo, a fortuna das empresas Baby foi mal administrada sendo paga para empresas que desapareceram e doações para entidades fraudulentas. O dinheiro que a Bunge pagou pela Panamby, um empreendimento importante para nossa cidade, gerando um novo bairro com vários empreendimentos e um ganho milionário para família e herdeiros, fez com que os herdeiros Claudia, Julio e Leopoldo Pignatari seguissem caminhos prósperos em projetos novos. Hoje os herdeiros vivem entre Europa, Nova Iorque, Cidade do Cabo, Rio de Janeiro e São Paulo, com projetos e empresas em todos esses locais…

## Relacionamentos
Teve quatro casamentos oficiais: Marina Parodi Delfino - Mimosa (* ?  - + Isola D'Ischia 21 de agosto de 2009), que lhe deu o único filho (Giulio Cesare Pignatari - *1940 - + 13 de fevereiro de 1987) / Nelita Alves de Lima (* 1887 - + 1947), divorciou-se em 1957 / Virginia Carolina Theresa Pancrazia Galdina zu Fürstenberg ou Princesa Ira de Furstenberg - 79 anos (*Roma 17.04.1940 - + São Paulo 20.02.2024) com quem casou-se em Reno, Nevada, em 1961 e divorciando-se em 1964 / Maria Regina Fernandes (*1945 - + 27 de janeiro de 1987), casou-se em Las Vegas em 26 de fevereiro de 1971, Nevada e divorciando-se em 7 de outubro de 1977.